# Joaquín Gómez (allenatore di calcio)
Joaquín Gómez Blasco (Sotillo de la Adrada, 25 luglio 1986) è un allenatore di calcio spagnolo.

## Carriera
L'11 gennaio 2021 diventa il nuovo tecnico dell'HIFK, con cui firma un contratto annuale con opzione; l'8 novembre seguente passa sulla panchina del SJK, facendo così ritorno nel club bianconero dopo la precedente esperienza del 2020 e legandosi con un biennale alla squadra di Seinäjoki.